# Duntisbourne Abbots
Duntisbourne Abbots – wieś w Anglii, w hrabstwie Gloucestershire, w dystrykcie Cotswold. Leży 18 km na południowy wschód od miasta Gloucester i 136 km na zachód od Londynu. Miejscowość liczy 227 mieszkańców.